# Analyse structurée

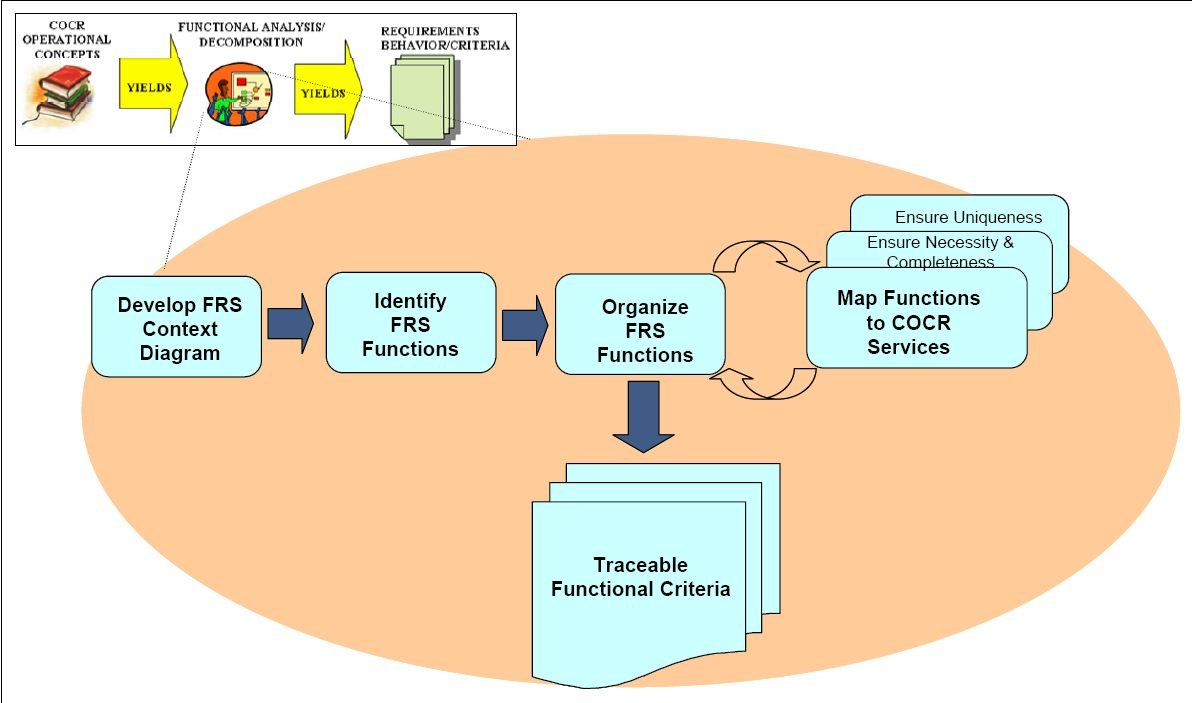
Image liée à l'analyse structurée, processus d'analyse des besoins qui permet de passer d'un cahier de charges à la spécification d'un programme informatique

L'analyse structurée est une méthode d'analyse des besoins qui permet de passer d'un cahier des charges à un ensemble de spécifications puis à un programme informatique. Elle s'accompagne de méthodes de notations comme les diagrammes de flux de contrôle (CFD), les diagrammes de flux de données (DFD), les diagrammes d'entité-relation (ERD) et les diagramme de transition d'états (STD).

## Voir également
- Diagramme de Warnier/Orr